# Marianne Stjernqvist
Marianne Ingrid Stjernqvist, född 22 december 1924 i Huskvarna, död 22 april 1991 i Gustav Vasa församling i Stockholm, var en svensk skådespelare verksam på ett flertal stadsteatrar samt TV-teatern.
Stjernqvist gör Karl-Bertil Jonssons mamma i den tecknade filmen Sagan om Karl-Bertil Jonssons julafton som har sänts i Sveriges Television varje jul sedan 1975.
Stjernqvist är begravd på Dunkehalla kyrkogård.

## Filmografi i urval
- 1965 – För vänskaps skull
- 1965 – Den nya kvinnan
- 1965 – Farlig kurs (TV-serie)
- 1969–1970 – Mumintrollet (TV-serie)
- 1970 – Söderkåkar (TV-serie)
- 1971 – Änkeman Jarl
- 1972 – Mannen som slutade röka
- 1973 – Din stund på jorden (TV-serie)
- 1975 – Sagan om Karl-Bertil Jonssons julafton (TV)
- 1976 – Långt borta och nära
- 1978 – Frihetens murar
- 1981 – Sopor
- 1984 – Åke och hans värld
- 1987 – Paganini från Saltängen (TV-serie)
- 1987 – I dag röd (TV-serie)
- 1988 – Kråsnålen (TV-serie)
- 1988 – Xerxes (TV-serie)
- 1989 – Flickan vid stenbänken

## Teater

### Roller
| År   | Roll                         | Produktion                                                                 | Regi                                                   | Teater                           |
| ---- | ---------------------------- | -------------------------------------------------------------------------- | ------------------------------------------------------ | -------------------------------- |
| 1947 | Amalia                       | Advent August Strindberg                                                   | Ragnar Falck                                           | Stockholms studentteater         |
| 1947 |                              | Älskling, jag ger mig Mark Reed                                            | Sture Ericson                                          | Boulevardteatern                 |
| 1948 |                              | Hamnen Carl-Axel Heiknert                                                  | Carl-Axel Heiknert                                     | Studio Elddonet                  |
| 1950 | Lucienne                     | Lucienne och slaktaren Marcel Aymé                                         | Karin Kavli                                            | Folkparksturné                   |
| 1950 |                              | Lycklig som Larry Donagh MacDonagh                                         | John Zacharias                                         | Helsingborgs stadsteater         |
| 1951 | Susanne de Montebello        | Millionären från Peru Hans Adler och Alexander Steinbrecher                | John Zacharias                                         | Helsingborgs stadsteater         |
| 1951 | Ann Tower                    | Jane W. Somerset Maugham                                                   | Ingrid Luterkort                                       | Helsingborgs stadsteater         |
| 1951 | Solange                      | Adèle ser i syne Pierre Barillet och Jean-Pierre Grédy                     | Keve Hjelm                                             | Helsingborgs stadsteater         |
| 1951 | Valentine                    | Inte för er, mina damer Sacha Guitry                                       | John Zacharias                                         | Helsingborgs stadsteater         |
| 1951 | Celia                        | Hus med dubbel ingång Pedro Calderón de la Barca                           | John Zacharias                                         | Helsingborgs stadsteater         |
| 1951 | Mignonette                   | Lyckliga tid Samuel A. Taylor                                              | Ingrid Luterkort                                       | Helsingborgs stadsteater         |
| 1951 | Sally Smith                  | Lorden från gränden L. Arthur Rose och Noel Gay                            | Nils Poppe                                             | Helsingborgs stadsteater         |
| 1952 | Madame                       | Jungfruleken Jean Genet                                                    | Ingrid Luterkort                                       | Helsingborgs stadsteater         |
| 1952 | Mique                        | Bröllopet på Seine Marcel Achard                                           | Ingrid Luterkort                                       | Helsingborgs stadsteater         |
| 1952 | Patty O'Neill                | Patty F. Hugh Herbert                                                      | Ingrid Luterkort                                       | Helsingborgs stadsteater         |
| 1952 | Eurydike                     | Jag vill kärleken Jean Anouilh                                             | Ingrid Luterkort                                       | Helsingborgs stadsteater         |
| 1953 | Essie Carmichael             | Komedin om oss människor Moss Hart och George S. Kaufman                   | Ingrid Luterkort                                       | Helsingborgs stadsteater         |
| 1953 | Jane Banbury                 | Fallna änglar Noël Coward                                                  | Ingrid Luterkort                                       | Helsingborgs stadsteater         |
| 1953 | Renée Andrieu Luisa          | Ett huvud kortare Marcel Aymé                                              | John Zacharias                                         | Helsingborgs stadsteater         |
| 1953 | Polly                        | Tolvskillingsoperan Bertolt Brecht och Kurt Weill                          | John Zacharias                                         | Norrköping-Linköping stadsteater |
| 1953 | Margaret Prynne              | Jag älskar dig, markatta! Noël Coward                                      | John Zacharias                                         | Norrköping-Linköping stadsteater |
| 1953 |                              | Rödluvan Robert Bürkner                                                    | Ingrid Luterkort                                       | Norrköping-Linköping stadsteater |
| 1954 | Jess                         | Kvinnor i skymning Sylvia Rayman                                           | Ingrid Luterkort                                       | Norrköping-Linköping stadsteater |
| 1954 | Sagan                        | Sagan Hjalmar Bergman                                                      | Olof Thunberg                                          | Norrköping-Linköping stadsteater |
| 1954 | Pernille                     | Henrik och Pernille Ludvig Holberg                                         | Ingrid Luterkort                                       | Norrköping-Linköping stadsteater |
| 1954 | Toinette                     | Den inbillade sjuke Molière                                                | Lars-Levi Læstadius                                    | Folkparksturné                   |
| 1955 | Denise de Flavigny           | Lilla Helgonet Henri Meilhac, Albert Millaud och Florimond Hervé           | Olof Thunberg                                          | Norrköping-Linköping stadsteater |
| 1955 | Katarina                     | Så tuktas en argbigga William Shakespeare                                  | John Zacharias                                         | Norrköping-Linköping stadsteater |
| 1955 | Constance Russell            | Hustruleken Louis Verneuil                                                 | John Zacharias                                         | Norrköping-Linköping stadsteater |
| 1955 | Dolly Levi                   | Äktenskapsmäklerskan Thornton Wilder                                       | Olof Thunberg                                          | Norrköping-Linköping stadsteater |
| 1955 | Charlotta Ivanovna           | Körsbärsträdgården Anton Tjechov                                           | John Zacharias                                         | Norrköping-Linköping stadsteater |
| 1956 | Eileen Murray                | Älskling, jag ger mig! Mark Reed                                           | John Zacharias                                         | Norrköping-Linköping stadsteater |
| 1956 | Maja                         | Melodi på lergök Lars-Levi Læstadius                                       | John Zacharias                                         | Norrköping-Linköping stadsteater |
| 1956 | Dorine                       | Tartuffe Molière                                                           | John Zacharias                                         | Norrköping-Linköping stadsteater |
| 1957 | Amytis                       | Vägen till Rom Robert E. Sherwood                                          | Kurt-Olof Sundström                                    | Norrköping-Linköping stadsteater |
| 1958 |                              | Månfåglarna Marcel Aymé                                                    | Yngve Nordwall                                         | Malmö stadsteater                |
| 1959 | Ruth Condomine               | Min fru går igen Noël Coward                                               | Frank Sundström                                        | Malmö stadsteater                |
| 1960 | Fru Barnier                  | Oscar - eller En halv million i kappsäcken (Oscar) Claude Magnier          | Åke Engfeldt                                           | Malmö stadsteater                |
| 1960 | Éléonore                     | Luftslott i Sverige Françoise Sagan                                        | John Zacharias                                         | Norrköping-Linköping stadsteater |
| 1961 | Charlotta Ivanova, guvernant | Körsbärsträdgården Anton Tjechov                                           | Bengt Ekerot                                           | Stockholms stadsteater           |
| 1961 | Dodo                         | Goubitsky och jag V.V. Järner                                              | Per Verner-Carlsson                                    | Stockholms stadsteater           |
| 1962 | Sekreteraren                 | Sagoprinsen Vilhelm Moberg                                                 | Carl Johan Ström                                       | Stockholms stadsteater           |
| 1962 | Berthe                       | Boeing Boeing Marc Camoletti                                               | Herman Ahlsell                                         | Vasateatern                      |
| 1964 | Warda                        | Skärmarna (Les Paravents) Jean Genet                                       | Per Verner-Carlsson                                    | Stockholms stadsteater           |
| 1967 | Croaker                      | Leva som svin John Arden                                                   | Sten Lonnert                                           | Stockholms stadsteater           |
| 1969 | Fru Tot                      | Familjen Tot István Örkény                                                 | Ernst Günther                                          | Stockholms stadsteater           |
| 1971 | Mary                         | Räddad (Saved) Edward Bond                                                 | Jan Håkanson                                           | Stockholms stadsteater           |
| 1973 | Mamsell Marie m. fl.         | Gösta Berlings saga Selma Lagerlöf                                         | Johan Bergenstråhle Marie-Louise De Geer Bergenstråhle | Stockholms stadsteater           |
| 1974 | Elna                         | Jösses flickor, befrielsen är nära Suzanne Osten och Margareta Garpe       | Suzanne Osten                                          | Stockholms stadsteater           |
| 1980 | Mygg                         | Fabriksflickorna, makten och härligheten Margareta Garpe och Suzanne Osten | Suzanne Osten                                          | Stockholms stadsteater           |
| 1982 | Fru Raskolnikova             | Brott och straff Fjodor Dostojevskij                                       | Jan Håkanson                                           | Stockholms stadsteater           |
| 1989 | Meg                          | Den stora lögnen Sam Shepard                                               | Jan Håkanson                                           | Stockholms stadsteater           |

## Radioteater

### Roller
| År   | Roll            | Produktion                        | Regi            |
| ---- | --------------- | --------------------------------- | --------------- |
| 1963 | Sonja Anderfors | Trivselmyra story Lars Björkman   | Hans Lagerkvist |
| 1967 |                 | Buss på kontinenten Ove Magnusson | Olof Thunberg   |

## Bilder

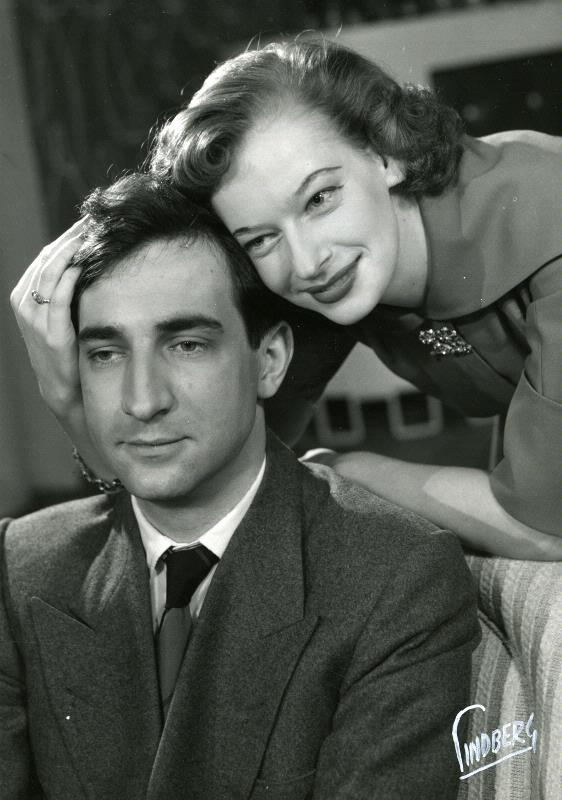
Nils Eklund och Marianne Stjernqvist i Jane på Helsingborgs stadsteater 1950.
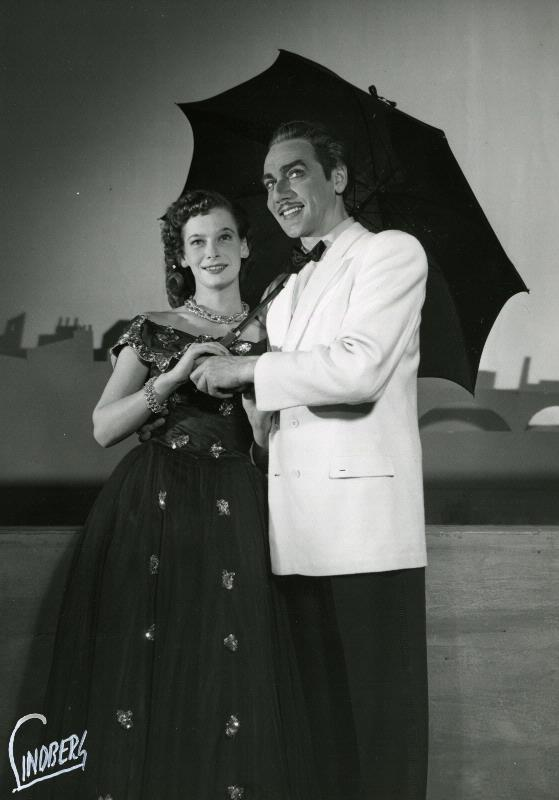
Marianne Stjernqvist och Sven Magnusson i Miljonären från Peru på Helsingborgs stadsteater 1950.
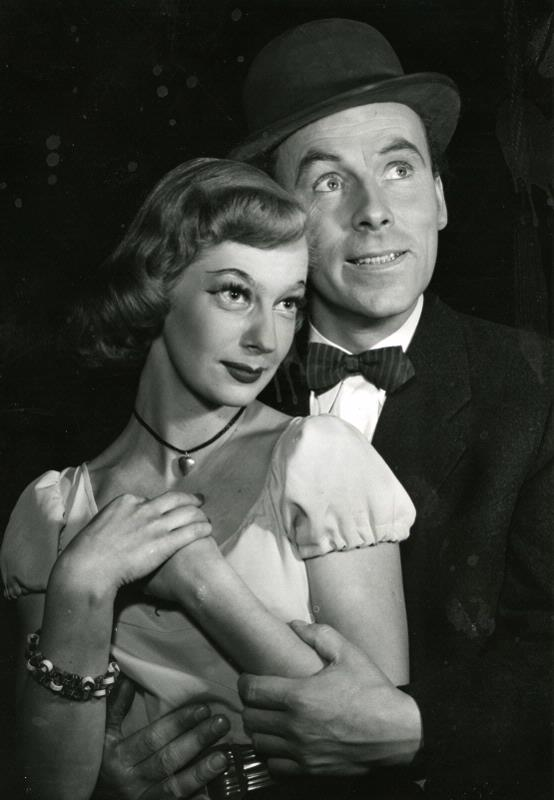
Marianne Stjernqvist och Nils Poppe i Lorden från gränden på Helsingborgs stadsteater 1951.